# Wilhelm Gröhl
Wilhelm Gröhl (* 1. Juli 1916 in Dolsthaida; † 21. Dezember 1985 in Kleinmachnow) war ein deutscher Schauspieler und Regisseur.

## Leben
Wilhelm Paul Heinrich Gröhl (Geburtsname) hatte sein erstes Engagement nach der Schauspielschule am Theater in Halle (Saale). Dann wechselte er als Dramaturg ans Brandenburger Theater, um anschließend auf Bühnen in Hamburg-Harburg, Mannheim, Den Haag und Berlin zu spielen. Nach Beendigung des Zweiten Weltkrieges kam Wilhelm Gröhl wieder nach Halle zurück, wo er ab 1948 als Chefdramaturg am Landestheater tätig war. Im Jahr 1950 wurde er als Intendant an die Deutsche Volksbühne nach Leipzig berufen. Ebenfalls in dieser Funktion war er von 1952 bis 1953 an den Städtischen Bühnen in Erfurt tätig. Ab 1954 war er fest am Maxim-Gorki-Theater in Berlin engagiert. Bereits ab 1954 arbeitete Wilhelm Gröhl als Schauspieler für die DEFA und ab 1956 auch für das Fernsehen, für das er auch als Regisseur tätig war. Von 1967 bis 1982 war Wilhelm Gröhl in einem großen Teil der 678 produzierten Folgen der beliebten Hörspielserie Neumann, zweimal klingeln auf Radio DDR I als Herr Sommerlatte zu hören.

## Filmografie
- 1954: Ernst Thälmann – Sohn seiner Klasse
- 1956: Der Hauptmann von Köln
- 1957: Lissy
- 1957: Polonia-Express
- 1957: Zwei Mütter
- 1957: Sheriff Teddy
- 1959: Wenn die Nacht kein Ende nimmt
- 1960: Liebe auf den letzten Blick (Fernsehfilm)
- 1962: Die Nacht an der Autobahn (Fernsehfilm)
- 1963: Tote reden nicht (Fernseh-Zweiteiler)
- 1965: Der Reserveheld
- 1966: Die Jagdgesellschaft (Fernsehfilm)
- 1968: Abschied
- 1968: Der Staatsanwalt hat das Wort: Das Wochenendhaus (Fernsehreihe)
- 1968: Der Staatsanwalt hat das Wort: Störende Geräusche
- 1969: Seine Hoheit – Genosse Prinz
- 1969: Drei von der K (Fernsehreihe; Ep.1)
- 1969: Der Staatsanwalt hat das Wort: Ich brauch’ kein Kindermädchen
- 1970: Botschafter morden nicht (Fernsehdreiteiler)
- 1971: Du und ich und Klein-Paris
- 1971: Polizeiruf 110: Der Fall Lisa Murnau (Fernsehreihe)
- 1972: Florentiner 73 (Fernsehfilm)
- 1973: Polizeiruf 110: Nachttresor
- 1973: Der Staatsanwalt hat das Wort: Wunder dauern etwas länger
- 1974: Neues aus der Florentiner 73 (Fernsehfilm)
- 1974: Die Frauen der Wardins (Fernseh-Dreiteiler)
- 1975: Lotte in Weimar
- 1976: Polizeiruf 110: Bitte zahlen
- 1977: Zur See (Fernsehserie; Ep. 2)
- 1977: Polizeiruf 110: Trickbetrügerin gesucht (Fernsehreihe)
- 1977: ...inklusive Totenschein (Fernsehfilm)
- 1978: Anton der Zauberer
- 1978: Amor holt sich nasse Füße (Fernsehfilm)
- 1980: Aber Doktor (Fernsehfilm)
- 1981: Polizeiruf 110: Alptraum
- 1983: Märkische Chronik (Fernsehserie; Ep. 3 und 4)

## Theater
Regie
- 1945: Molière: Der eingebildete Kranke (Auch Darsteller) –  (Städtische Bühnen Halle)
- 1948: Friedrich Michael: Ausflug mit Damen – (Landestheater Sachsen-Anhalt Halle – Kammerspiele)
- 1950: Günther Weisenborn: Die Neuberin – Regie mit Günther Weisenborn (Deutsche Volksbühne Leipzig – Kammerspiele)
- 1953: Johann Wolfgang von Goethe: Torquato Tasso – (Städtische Bühnen Erfurt)
- 1956: Dimitrij Stscheglow: Geburtstag – (Maxim-Gorki-Theater Berlin)

Darsteller
- 1948: Hans Schlegel: Donna Diana – Regie: Wilm Dammann (Städtische Bühnen Halle – Freilichtspiele Burghof Giebichenstein)
- 1953: Ion Luca Caragiale: Der verlorene Liebesbrief – Regie: Hans-Robert Bortfeldt (Maxim-Gorki-Theater Berlin)
- 1954: Maxim Gorki: Dostigajew und andere (Swonzow) – Regie: Maxim Vallentin (Maxim-Gorki-Theater Berlin)
- 1954: Gerhart Hauptmann: Der Biberpelz (Wehrhahn) – Regie: Werner Schulz-Wittan (Maxim-Gorki-Theater Berlin)
- 1955: Erich Blach: Sturmflut (ehem. Oberleutnant) – Regie: Gerhard Wolfram (Maxim-Gorki-Theater Berlin)
- 1955: Molière: George Dandin (Dandin) – Regie: Achim Hübner  (Maxim-Gorki-Theater Berlin)
- 1956: Johannes R. Becher: Der Weg nach Füssen – Regie: Maxim Vallentin (Maxim-Gorki-Theater Berlin)
- 1956: Tirso de Molina: Die Rivalin ihrer selbst – Regie: Gerhard Winterlich (Maxim-Gorki-Theater Berlin)
- 1956: Josef Kajetán Tyl: Das starrsinnige Weib (Baron Dünkelstein) – Regie: Karel Palous (Maxim-Gorki-Theater Berlin)
- 1957: Georg Kaiser: David und Goliath (Kaufmann) – Regie: Gerhard Klingenberg (Maxim-Gorki-Theater Berlin)
- 1957: Gert Weymann: Generationen (Stadtrat Siering) – Regie: Gert Beinemann (Maxim-Gorki-Theater Berlin)
- 1957: Ewan MacColl: Unternehmen Ölzweig – Regie: Joan Littlewood (Maxim-Gorki-Theater Berlin)

## Hörspiele
- 1961: Reszö Szirmai: Jedermanns Weihnachtsbaum (Kaufmann) – Regie: Fritz-Ernst Fechner (Hörspiel – Rundfunk der DDR)
- 1962: Klaus Beuchler: Der Fall Stetson (Harry Butcher-Miller) – Regie: Werner Grunow (Hörspiel – Rundfunk der DDR)
- 1962: Karel Čapek: Ein Abend mit Karel Čapek (Dr. Mejzlik) – Regie: Hans Knötzsch (Hörspiel-Komödie – Rundfunk der DDR)
- 1963: Rolf Gumlich/Ralph Knebel: Zwischenbilanz – Regie: Helmut Hellstorff (Rundfunk der DDR)
- 1964: Gerhard Stübe: Cicero contra Schellhase (Schellhase) – Regie: Helmut Molegg (Hörspiel – Rundfunk der DDR)
- 1965: Albert Maltz: Das Flammenzeichen (Kehr) – Regie: Peter Groeger (Hörspiel – Rundfunk der DDR)
- 1966: Herribert Schanke: Dritabse – Regie: Maritta Hübner (Kinderhörspiel – Rundfunk der DDR)
- 1967: Klaus Beuchler: Alltag eines Arztes (Georg Rupf) – Regie: Uwe Haacke (Hörspiel – Rundfunk der DDR)
- 1967: Joachim Goll: Bankivahühner – Regie: Werner Grunow (Hörspiel-Schwank – Rundfunk der DDR)
- 1967: Leonid Leonow: Professor Skutarewski (Oboist) – Regie: Helmut Hellstorff (Hörspiel – Rundfunk der DDR)
- 1968: Horst Girra: Brennpunkt Autowolf – Regie: Joachim Gürtner (Kriminalhörspiel aus der Reihe Spuren, Teil 6 – Rundfunk der DDR)
- 1968: Siegfried Pfaff: Kostja, der Funker (Hauptsturmführer) – Regie: Detlef Kurzweg (Kinderhörspiel (2 Teile) – Rundfunk der DDR)
- 1968: Maxim Gorki: Pasquarello – Der Redakteur – Regie: Detlef Kurzweg (Kinderhörspiel – Rundfunk der DDR)
- 1968: Ulrich Waldner: Der vergessene Hochzeitstag (Herr Sommerlatte) – Regie: Joachim Gürtner (Hörspielreihe: Neumann, zweimal klingeln – Rundfunk der DDR)
- 1968: Joachim Witte: Der Aufräumungseinsatz (Herr Sommerlatte) – Regie: Joachim Gürtner (Hörspielreihe: Neumann, zweimal klingeln – Rundfunk der DDR)
- 1968: Giles Cooper: Die unverdauliche Auster – Regie: Wolfgang Brunecker (Hörspiel-Komödie – Rundfunk der DDR)
- 1968: Werner Jahn: Mit Musik geht alles besser (Herr Sommerlatte) – Regie: Joachim Gürtner (Hörspielreihe: Neumann, zweimal klingeln – Rundfunk der DDR)
- 1968: Peter Brock: Der verwettete Hund  (Herr Sommerlatte) – Regie: Joachim Gürtner (Hörspielreihe: Neumann, zweimal klingeln – Rundfunk der DDR)
- 1968: Gerhard Jäckel: Oma und die Untermieter  (Herr Sommerlatte) – Regie: Joachim Gürtner (Hörspielreihe: Neumann, zweimal klingeln – Rundfunk der DDR)
- 1968: Day Keene/Warren Brand: Naked Fury – Nackte Gewalt – Regie: Helmut Hellstorff (Kriminalhörspiel – Rundfunk der DDR)
- 1968: Brigitte Tenzler: Eine kleine Nachtmusik (Herr Sommerlatte) – Regie: Joachim Gürtner (Hörspielreihe: Neumann, zweimal klingeln – Rundfunk der DDR)
- 1968: Emmanuel Roblès: Männerarbeit (Onkel Padilla) – Regie: Edgar Kaufmann (Hörspiel – Rundfunk der DDR)
- 1968: Eberhard Richter: Ohne Vater geht es nicht (Herr Sommerlatte) – Regie: Joachim Gürtner (Hörspielreihe: Neumann, zweimal klingeln – Rundfunk der DDR)
- 1969: Edith Leonhardt: Die Feierabendbrigade (Herr Sommerlatte) – Regie: Joachim Gürtner (Hörspielreihe: Neumann, zweimal klingeln – Rundfunk der DDR)
- 1969: Dimitar Gulew: Unterwegs zum anderen Ufer (Reviervorsteher) – Regie: Helmut Hellstorff (Hörspiel – Rundfunk der DDR)
- 1969: Fritz Selbmann: Ein weiter Weg (Ober) – Regie: Fritz-Ernst Fechner (Biographie (8 Teile) – Rundfunk der DDR)
- 1969: Anita Heiden-Berndt: Die Flaschenpost (Opa) – Regie: Christa Kowalski (Kinderhörspiel – Rundfunk der DDR)
- 1970: Hansgeorg Meyer: Familienperspektive (Herr Sommerlatte) – Regie: Joachim Gürtner (Hörspielreihe: Neumann, zweimal klingeln  – Rundfunk der DDR)
- 1970: Klaus G. Zabel: Napoleon und die Zöllner (Bürgermeister) – Regie: Peter Groeger (Hörspiel – Rundfunk der DDR)
- 1971: Bruno Gluchowski: Stahl von der Ruhr (Sänger) – Regie: Helmut Hellstorff (Hörspiel nach „Blutiger Stahl“ (3 Teile) – Rundfunk der DDR)
- 1971: Brigitte Gotthardt: Timur dringend gesucht – Regie: Maritta Hübner (Kinderhörspiel – Rundfunk der DDR)
- 1972: Karl Hermann Roehricht: Private Galerie (Lehrer Streller) – Mitautor und Regie: Günther Rücker (Hörspiel – Rundfunk der DDR)
- 1972: Gerd Bieker: Festraketen (Pförtner) – Regie: Maritta Hübner (Kinderhörspiel – Rundfunk der DDR)
- 1973: Georges Courteline: Der Stammgast (Präsident) – Regie: Hans Knötzsch (Hörspiel – Rundfunk der DDR)

## Auszeichnungen
- 1959: Nationalpreis der DDR in der III. Klasse für Kunst und Literatur im Kollektiv Fernsehspiele beim Deutschen Fernsehfunk[1]